# دانشگاه اشتفان سل ماره سوچاوا
دانشگاه اشتفان سل ماره سوچاوا (به لاتین: Ștefan cel Mare University of Suceava) یک دانشگاه در رومانی است که در سوچه‌آوا واقع شده‌است.